# Nautijaur
Nautijaur (Lulesamiska: Návdahárre) är en liten by i Jokkmokks kommun som ligger drygt fem mil från Jokkmokk. I Nautijaur finns tre fast boende hushåll och åtta fritidsboende.
Nautijaur anlades 1779 av skogssamen Pål Larsson. De sista fjällkorna i byn slaktades 1988.
Nautijaur ingår i Lilla Luleälvens vattensystem.
Nautijaurområdet är ett av de viktigaste kärnområdena som vinterbetesområde inom åretruntmarken för Sirges sameby. Området nyttjas av flera vinterbetesgrupper och hyser hänglavrika skogar med bra marklavbete.